# Chatino
El chatino és una llengua indígena que es parla en el sud de l'estat mexicà d'Oaxaca. Forma part del grup de llengües zapoteques de la branca oriental de la família lingüística otomang. És parlada per uns cinquanta mil individus pertanyents al grup ètnic dels chatins, el territori ètnic de la qual tradicional es localitza al sud d'Oaxaca.
Els chatins són un poble molt proper en llengua i cultura als zapoteques, la llengua del qual constitueix l'altra part del grup de llengües zapotecanes. Els chatins anomenen la seva pròpia llengua chat'ña, que significa paraula difícil. La llengua chatino gaudeix de reconeixement com a llengua nacional a Mèxic.

## Dialectes
Egland i Bartholomew (1983) van dur a terme proves de mútua intel·ligibilitat en què es va arribar a la conclusió que quatre varietats de Chatino podrien considerar-se llengües diferents quant a la intel·ligibilitat mútua, amb el 80% d'intel·ligibilitat que es necessita per a ser considerada part de la mateixa llengua. (El mateix recompte de resultat d'una pèrdua de criteri del 70%) Aquestes van ser les varietats Tataltepec, Zacatepec, Panixtlahuaca, i els dialectes de les muntanyes, mentre que el Zenzontepec no ha estat avaluat, però sobre la base d'altres estudis es creu que són completament inintel·ligibles amb la resta del chatino. El dialecte de les Muntanyes es divideixen en tres grups, que presagien en gran manera les divisions a Ethnologue.
Ethnologue diferencia sis llengües chatino. El dialecte de les Muntanyes es divideixen en tres grups, oriental, occidental, i Nopala, malgrat una bona intel·ligibilitat entre varietats veïnes; Yaitepec es mou d'est a oest.
Campbell (2013), en un estudi basat en les innovacions compartides en lloc d'intel·ligibilitat mútua, divideix primer el chatino en dos grups - Zenzontepec i chatino costaner. Després divideix chatino costaner en Tataltepec i chatino oriental. El seu chatino oriental conté altres varietats i no troba cap evidència de divisions basades en innovacions compartides. Aquesta divisió reflecteix les divisions informades per Boas (1913), badades en comentaris dels parlants, que el chatino comprenia tres "dialectse" amb intel·ligibilitat mútua limitada.
- Chatino de la Sierra, amb tres varietats 
  - Chatino de Lachao-Yolotepec [CLY]
  - Chatino de Nopala (Chatino de la Zona Alta Oriental) [CYA]
  - Chatino de Yaitepec [CTP]
- Chatino de Tataltepec (Chatino de la Zona Baixa) [CTA]
- Chatino de Zacatepec (Chatino de San Marcos Zacatepec) [CTZ]
- Chatino de Zenzontepec (Chatino del Nord) [CZE]

## Comparació amb altres llengües
La proximitat entre les llengües zapoteques i el chatino pot ser examinada comparant la forma dels numerals:
| Significat                    | un    | dos     | tres   | quatre  | cinc    | sis     | set    | vuit    | nou  | deu  |
| ----------------------------- | ----- | ------- | ------ | ------- | ------- | ------- | ------ | ------- | ---- | ---- |
| Zapoteca septentrional (Xhon) | to    | chope   | shone  | tape    | gayo'   | xope    | gaze   | xono'   | ga   | chi  |
| Zapoteca de l'Istme           | tobi  | chuppa  | chonna | taapa   | gaayu'  | shoopa' | gadxe  | shono   | ga'  | chii |
| Zapoteca de la Vall (Mitla)   | tehb  | tyo'p   | chôn   | tahp    | gaî     | sho'p   | gáhdz  | shúhn   | gâ   | cû   |
| Zapoteca d'Ixtlán             | ttubi | chuppá  | tsunná | tappa   | gàyu'   | sh:uppá | gatsì  | sh:unú' | gà   | tsìi |
| Zapoteca de Zoogocho          | to    | chop    | shonhe | tap     | gayu'   | zh:op   | galle  | zh:ono' | ga   | shi  |
| Chatino                       | ska23 | tukwa³² | snã³²  | hakwa23 | ki'yu³² | skwa³²  | kati21 | snũ23   | kaa² | tii² |

## Fonologia
L'inventari consonàntic del chatino de la zona alta ve donat per:
|                 | Labial | Alveolar | Alveo- palatal | Velar | Labio- velar | Glotal |
| --------------- | ------ | -------- | -------------- | ----- | ------------ | ------ |
| Oclusiva        | p      | t, d     | tʲ, dʲ         | k, g  | kʷ, gʷ       | ʔ      |
| Africada simple |        | ʦ, ʣ     | ʧ, ʤ           |       |              |        |
| Fricativa       |        | s        | ʃ, hʲ          |       | hʷ           | h      |
| Aproximants     |        | l, r     | lʲ, y          |       | w            |        |
| Nasal           | m      | n        | nʲ             |       |              |        |

Quant a les vocals existeixen cinc timbres, oposició de quantitat i nasalitat, per la qual cosa l'inventari de vocals és extens:
orals / i, iː, e, eː, a, aː, o, oː, u, uː/
nasals /ĩ, ĩː, ẽ, ẽː, ã, ãː, õ, õː, ũ, ũː/
L'inventari consonàntic anterior no és el mateix per a totes les varietats, una reconstrucció feta a partir de diverses varietats reconstrueix pel proto-chatino el següent inventari:
|                 | Alveolar | Alveo- palatal | Velar- palatal | Velar | Labio- velar | Glotal |
| --------------- | -------- | -------------- | -------------- | ----- | ------------ | ------ |
| Oclusiva        | *t       | *tʲ            | *kʲ            | *k    | *kʷ          | *ʔ     |
| Africada simple | *ʦ       |                |                |       |              |        |
| Fricativa       | *s       |                |                |       |              | *h     |
| Aproximants     | *l       | *lʲ, *y        |                |       | *w           |        |
| Nasal           | *n       | *nʲ            |                |       |              |        |

Quant a les vocals la reconstrucció inclou només vocals breus / *i, *e, *a, *o, *u/ que poden aparèixer nasalitzades /*ĩ, *ẽ, *ã, *õ, *ũ/ i amb dos tons: alt (´) i baix (`).

## Media
S'emet un programa en llengua chatino a l'emissora de ràdio XEJAM, situada a Santiago Jamiltepec, Oaxaca, dependent de la CDI.